# Listă de conducători de stat din 1361
1357 - 1358 - 1359 - 1360 - 1361 - 1362 - 1363 - 1364 - 1365
Aceasta este o listă a conducătorilor de stat din anul 1361:

## Europa
- Ahaia: Robert de Tarent (principe din dinastia de Anjou, 1333-1364; totodată, împărat titular de Constantinopol, 1346-1364)
- Albania (Epir): Petru Loșa Mazarachi (despot, 1359-1374)
- Albania (Shkoder): Balșa I cel Bătrân (principe din familia Balșa, 1355-1362)
- Anglia: Eduard al III-lea (rege din dinastia Plantagenet, 1327-1377)
- Anjou: Ludovic I (duce, 1360-1384; ulterior, rege titular al Neapolelui, 1382-1384; ulterior, împărat titular de Constantinopol, 1383-1384)
- Aragon: Petru al IV-lea Ceremoniosul (rege din dinastia de Barcelona, 1336-1387)
- Austria: Rudolf al IV-lea Ctitorul (duce din dinastia de Habsburg, 1358-1365)
- Bavaria: Ludovic al V-lea cel Bătrân (duce din dinastia de Wittelsbach, 1347-1361; anterior, margraf de Brandenburg, 1323-1361)
- Bavaria-Landshut: Ștefan al II-lea (duce din dinastia de Wittelsbach, 1349-1375)
- Bavaria-Straubing: Albert I (duce din dinastia de Wittelsbach, 1349-1404)
- Bizanț: Ioan al V-lea (împărat din dinastia Paleologilor, 1341-1376, 1379-1390)
- Bosnia: Tvrtko I (ban din dinastia Kotromanic, 1353-1391; rege, din 1377)
- Bosnia-Herțegovina, statul Zahumija: Vojislav Vojinovic (principe, înainte de 1358-1363)
- Brabant: Ioana (ducesă, 1355-1404) și Wenzel (duce, 1355-1383; totodată, duce de Luxemburg, 1353-1383)
- Brandenburg: Ludovic I cel Bătrân (margraf din dinastia de Wittelsbach, 1323-1361; ulterior, duce de Bavaria, 1347-1361), Ludovic al II-lea Romanul (margraf din dinastia de Wittelsbach, 1351-1365; elector, din 1356) și Otto cel Trândav (margraf din dinastia de Wittelsbach, 1351-1373; elector, din 1366)
- Bretagne: interregnum (1341-1365)
- Bulgaria: Ivan Aleksandăr (țar din dinastia Șișmanizilor, 1331-1371)
- Burgundia: Filip I de Rouvres (duce din dinastia Capețiană, 1349-1361)
- Castilia: Petru I cel Crud (rege, 1350-1366, 1367-1369)
- Cehia: Carol I (rege din dinastia de Luxemburg, 1346-1378; totodată, rege al Germaniei, 1346-1378; totodată, conte de Luxemburg, 1346-1353; ulterior, împărat occidental 1355-1378; ulterior, margraf de Brandenburg, 1373-1378)
- Cipru: Petru I (rege din dinastia de Antiohia-Lusignan, 1359-1369; ulterior, rege al Armeniei Mici, 1368-1369)
- Constantinopol: Robert de Anjou-Tarent (împărat titular, 1346-1364; anterior, principe de Ahaia, 1333-1364)
- Danemarca: Valdemar al IV-lea Atterdag (rege din dinastia Valdemar, 1340-1375)
- Ferrara: Aldobrandino al II-lea (senior din casa d'Este, 1352-1361) și Niccolo al II-lea cel Șchiop (senior din casa d'Este, 1361-1388)
- Flandra: Ludovic al II-lea de Male (conte, 1346-1384)
- Franța: Ioan al II-lea cel Bun (rege din dinastia de Valois, 1350-1364)
- Genova: Simone Boccanegra (1339-1344, 1356-1363)
- Germania: Carol al IV-lea (rege din dinastia de Luxemburg, 1346-1378; totodată, rege al Cehiei, 1346-1378; totodată, conte de Luxemburg, 1346-1353; ulterior, împărat occidental, 1355-1378; ulterior, margraf de Brandenburg, 1373-1378)
- Gruzia: Bagrat al V-lea cel Mare (rege din dinastia Bagratizilor, 1360-1393)
- Hainaut: Guillaume al III-lea (conte din casa de Bavaria, 1356-1389; totodată, conte de Olanda, 1356-1389)
- Hoarda de Aur: Hizir (han din dinastia Batuizilor, 1360-1361), Temur Hogea (han din dinastia Batuizilor, 1361), Abdallah (han, 1361-1369), Ordu Malik (han, 1361), Kildi (han, 1361-1362) și Murid Hogea (han, 1361-1363)
- Imperiul occidental: Carol al IV-lea (împărat din dinastia de Luxemburg, 1355-1378; anterior, conte de Luxemburg, 1346-1363; anterior, rege al Cehiei, 1346-1378; anterior, rege al Germaniei, 1346-1378; ulterior, margraf de Brandenburg, 1373-1378)
- Imperiul otoman: Murad I Augustul (sultan din dinastia Osmană, 1360-1389)
- Lituania: Algirdas (mare duce, 1345-1377)
- Lorena Superioară: Ioan I (duce din casa de Lorena-Alsacia, 1346-1399)
- Luxemburg: Wenzel I (conte, 1353-1383; duce, din 1354; ulterior, duce de Brabant, 1355-1383)
- Mantova: Luigi I Gonzaga (căpitan general din casa Gonzaga, 1328-1370) și Guido (căpitan general din casa Gonzaga, 1360-1369)
- Marinizii: Abu Salim Ibrahim ibn Ali (emir din dinastia Marinizilor, 1359-1361), Abu Umar Tașfin ibn Ali (emir din dinastia Marinizilor, 1361), Abd al-Halim ibn Abu Ali (emir din dinastia Marinizilor, 1361-1362) și Abu Zayyan Muhammad al III-lea ibn Abd ar-Rahman ibn Ali (emir din dinastia Marinizilor, 1361-1366)
- Milano: Galeazzo al II-lea (senior din familia Visconti, 1354-1378) și Bernabo (senior din familia Visconti, 1354-1385)
- Moldova: Bogdan I (voievod, 1359-cca. 1365)
- Montferrat: Giovanni al II-lea (marchiz din dinastia Paleologilor, 1338-1372)
- Moscova: Dmitri al II-lea Ivanovici Donskoi (mare cneaz, 1359-1389; totodată, mare cneaz de Vladimir, 1359-1389)
- Nasrizii: Abu Said Muhammad al VI-lea ibn Ismail (emir din dinastia Nasrizilor, 1360-1362)
- Navarra: Carol al II-lea cel Rău (rege din dinastia de Evreux, 1349-1387)
- Neapole: Ioana I (regină din dinastia de Anjou, 1343-1381; ulterior, principesă de Ahaia, 1373-1381) și Ludovic de Tarent (rege, 1352-1362)
- Norvegia: Haakon al VI-lea Magnusson (rege, 1355-1380)
- Olanda: Willem al V-lea (conte din casa de Bavaria, 1356-1389; totodată, conte de Hainaut, 1356-1389)
- Ordinul teutonic: Winrich von Kniprode (mare maestru, 1352-1382)
- Polonia: Cazimir al III-lea cel Mare (rege din dinastia Piasti, 1333-1370)
- Portugalia: Pedro I (rege din dinastia de Burgundia, 1357-1367)
- Reazan: Oleg al II-lea Ivanovici (mare cneaz, 1350-1371, 1372-1402)
- Savoia: Amedeo al VI-lea Contele Verde (conte, 1343-1383)
- Saxonia: Rudolf al II-lea (principe elector din dinastia Askaniană, 1356-1370)
- Saxonia: Frederic al III-lea cel Aspru (margraf din dinastia de Wettin, 1349-1381)
- Scoția: David al II-lea Bruce (rege, 1329-1371)
- Serbia: Ștefan Uroș al V-lea (împărat din dinastia Nemanja, 1355-1371)
- Sicilia: Frederic al III-lea cel Simplu (rege din dinastia de Barcelona, 1355-1377)
- Statul papal (Avignon): Innocențiu al VI-lea (papă, 1352-1362)
- Suedia: Magnus al II-lea Eriksson (rege din dinastia Folkung, 1319-1363; totodată, rege al Norvegiei, 1319-1355)
- Suzdal: Andrei Konstantinovici (mare cneaz, 1355-1365)
- Transilvania: Dionisie Lackfi (voievod, 1359-1367)
- Tver: Vasili Mihailovici (mare cneaz, 1348-1368)
- Țara Românească: Nicolae Alexandru (voievod, 1352-1364)
- Ungaria: Ludovic I cel Mare (rege din dinastia de Anjou, 1342-1382; ulterior, rege al Poloniei, 1370-1382)
- Veneția: Giovanni Dolfin (doge, 1356-1361) și Lorenzo Celsi (doge, 1361-1365)
- Vladimir: Dmitri al II-lea Ivanovici Donskoi (mare cneaz, 1359-1389; totodată, mare cneaz de Moscova, 1359-1389)

## Africa
- Benin: Ohen (obba, cca. 1334-cca. 1370)
- Buganda: Kimera (kabaka, 1344-1374)
- Califatul abbasid (Egipt): Abu'l-Fath Abu Bakr al-Mutadid I ibn al-Mustakfi (calif din dinastia Abbasizilor, 1352-1362)
- Ethiopia: Newaya Krestos (Sayfa Ar'ed) (împărat, 1344-1372)
- Hafsizii: Abu Ishak Ibrahim al II-lea al-Mustansir ibn Abu Bakr (II) (calif din dinastia Hafsizilor, 1350-1356, 1357-1369)
- Kanem-Bornu: Usman I ibn Daud (sultan, cca. 1356-cca. 1369)
- Mali: Mari Dyata al II-lea (rege din dinastia Keyta, cca. 1360-1374)
- Mamelucii: an-Nasir Nasir ad-Din al-Hassan ibn Muhammad (sultan din dinastia Bahrizilor, 1347-1351, 1354-1362)
- Marinizii: Abu Salim Ibrahim ibn Ali (emir din dinastia Marinizilor, 1359-1361), Abu Umar Tașfin ibn Ali (emir din dinastia Marinizilor, 1361), Abd al-Halim ibn Abu Ali (emir din dinastia Marinizilor, 1361-1362) și Abu Zayyan Muhammad al III-lea ibn Abd ar-Rahman ibn Ali (emir din dinastia Marinizilor, 1361-1366)
- Songhay: Usman Kanafa (rege din dinastia Sonni, ?-?) (?) și Bar-Kaina Ankabi (?-?) (?)

## Asia

### Orientul Apropiat
- Armenia Mică: Constantin al III-lea (sau al II-lea) (uzurpator, 1344-1363)
- Ayyubizii din Hisn Kaifa și Amid: al-Malik al-Adil Șihab ad-Din Ghazi ibn Muhammad (sultan din dinastia Ayyubizilor, ?-?) (?) și al-Malik as-Salih Abu Bakr ibn Ghazi (sultan din dinastia Ayyubizilor, ?-1378) (?)
- Bizanț: Ioan al V-lea (împărat din dinastia Paleologilor, 1341-1376, 1379-1390)
- Bizanț, Imperiul de Trapezunt: Ioan Alexios al III-lea (împărat din dinastia Marilor Comneni, 1349-1390)
- Cipru: Petru I (rege din dinastia de Antiohia-Lusignan, 1359-1369; ulterior, rege al Armeniei Mici, 1368-1369)
- Djalairizii: Uvais I ibn Hassan (sultan din dinastia Djalairizilor, 1356-1374)
- Imperiul otoman: Murad I Augustul (sultan din dinastia Osmană, 1360-1389)
- Mamelucii: an-Nasir Nasir ad-Din al-Hassan ibn Muhammad (sultan din dinastia Bahrizilor, 1347-1351, 1354-1362)

### Orientul Îndepărtat
- Bengal: Sikandar Șah I ibn Ilias (sultan din casa lui Ilias Șah, 1358/1359-1389/1390)
- Birmania, statul Mon: Binnya U (rege, 1353-1385)
- Birmania, statul Șanilor: Narathu (rege, 1359-1364)
- Cambodgea, Imperiul Kambujadesa (Angkor): Obbarac (Preah) Srey Soryotey (împărat din dinastia Neay-Trasac-Paem, 1357-1366)
- Cambodgea, statul Tjampa: Che Bong Nga (rege din cea de a douăsprezecea dinastie, 1360-1390)
- China: Shundi sau Huizong (Toghan Temur) (împărat din dinastia Yuan, 1332-1368)
- Ciaghataizii: Tughluk Temur (han, 1359-1370)
- Coreea, statul Koryo: Kongmin wang (Wang Chon) (1352-1374)
- Hoarda de Aur: Hizir (han din dinastia Batuizilor, 1360-1361), Temur Hogea (han din dinastia Batuizilor, 1361), Abdallah (han, 1361-1369), Ordu Malik (han, 1361), Kildi (han, 1361-1362)și Murid Hogea (han, 1361-1363)
- India, Bahmanizii: Muhammad I ibn Hassan (sultan, 1358-1375)
- India, statul Delhi: Firuz Șah al III-lea ibn Radjab ibn Tughluk (sultan din dinastia Tughlukizilor, 1351-1388)
- India, statul Vijayanagar: Bukka I (conducător din dinastia Sangama, 1356-1377)
- Japonia: Go-Murakami (împărat din dinastia din sud, 1339-1368) și Yoșiakira (principe imperial din familia Așikaga, 1358-1367)
- Kashmir: Șihab ad-Din Șirașamak ibn Ali Șir (sultan din casa lui Șah Mir, 1354-1373)
- Laos, statul Lan Xang: Phaya Ngum (rege, 1350/1353-1373)
- Statul Madjapahit: Rajasanagara (sau Hayam Wuruk) (rege, 1350-1389)
- Mongolii: Toghan-Temur (mare han, 1333-1370)
- Nepal, în Bhadgaon: Ragalladevi (regină din dinastia Malla, 1347-1385)
- Nepal, în Patan: Jayarajadeva (rege din dinastia Malla, 1347-1361) și Jayarjunamalla (Jayarjunadeva) (rege din dinastia Malla, 1360-1382)
- Nepal, în Purang: Punyamalla (rege din dinastia Malla, cca. 1338/1376)
- Sri Lanka: Vikkamabahu al III-lea (rege din dinastia Silakala, 1360-1375)
- Sri Lanka, statul Jaffna: Gunapușana Segarajaserakan al IV-lea (rege, 1348-1371)
- Thailanda, statul Ayutthaya: Ramathibodi I (rege, 1350-1369)
- Thailanda, statul Sukhotai: Lue Thai (sau Thammaraja I) (rege, 1347-1369)
- Vietnam, statul Dai Viet: Tran Du-tong (rege din dinastia Tran timpurie, 1341-1369)

## America
- Aztecii: Ilancueitl (conducător, 1349-1383)